# Stadhuis van Stavoren
Het Stadhuis van Stavoren is een voormalig stadhuis in Stavoren gebouwd omstreeks 1880.
Bij de gemeentelijke herindeling van 1984 is de gemeente Stavoren opgeheven en opgegaan in de gemeente Nijefurd. Hierbij verloor het stadhuis van Stavoren zijn functie. In het stadhuis is nu een hotel gevestigd. Het gebouw heeft twee voordeuren waarbij de linker deur toegang gaf tot de burgemeesterswoning en de rechter deur toegang gaf tot het stadhuis, met raadzaal en burgemeesterskamer.

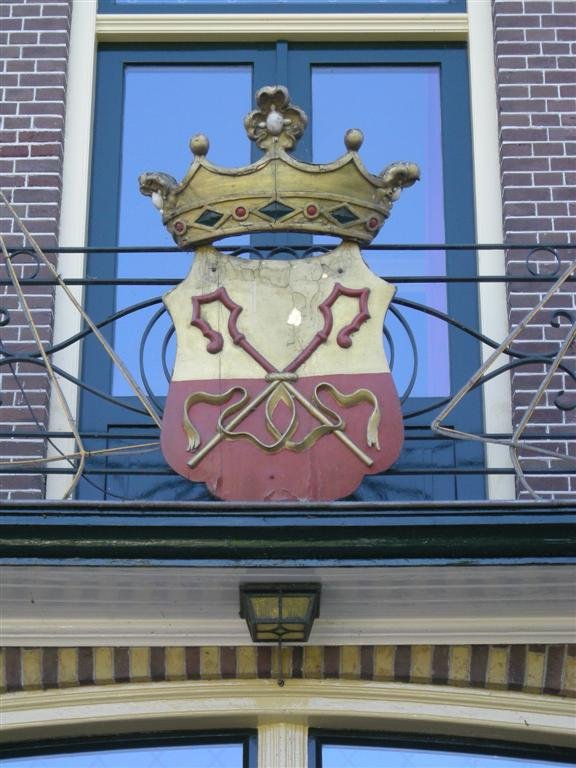
Wapenschild

Bolsward · 
Dokkum ·
Franeker ·
Harlingen ·
Hindeloopen ·
IJlst ·
Leeuwarden ·
Sloten ·
Sneek ·
Stavoren ·
Workum